# Rattus richardsoni
Rattus richardsoni är en däggdjursart som först beskrevs av Tate 1949.  Rattus richardsoni ingår i släktet Rattus och familjen råttdjur. Inga underarter finns listade i Catalogue of Life.
Denna råtta förekommer i bergstrakter på västra Nya Guinea. Arten vistas i regioner som ligger 3200 till 4500 meter över havet. Habitatet utgörs av bergsängar, av landskap med glest fördelade buskar och av klippiga områden. Individerna går främst på marken.